# دينس غانزل
دينس غانزل (بالألمانية: Dennis Gansel) مواليد 4 أكتوبر 1973 في هانوفر، هو مخرج ألماني بدأ نشاطه الفني سنة 1996.

## أفلامه
- 2004 - نابولا - قبل السقوط
- 2009 - رجال في المدينة (ممثل فقط)
- 2016 - الميكانيكي: القيامة

## وصلات خارجية
- دينس غانزل على موقع IMDb (الإنجليزية)
- دينس غانزل على موقع ميتاكريتيك (الإنجليزية)
- دينس غانزل على موقع روتن توميتوز (الإنجليزية)
- دينس غانزل على موقع مونزينجر (الألمانية)
- دينس غانزل على موقع قاعدة بيانات الأفلام العربية
- دينس غانزل على موقع ألو سيني (الفرنسية)
- دينس غانزل على موقع تيرنر كلاسيك موفيز (الإنجليزية)
- دينس غانزل على موقع أول موفي (الإنجليزية)
- دينس غانزل على موقع قاعدة بيانات الأفلام السويدية (السويدية)
- دينس غانزل على موقع قاعدة بيانات الفيلم (الإنجليزية)